# Ellipteroides lateromacula
Ellipteroides lateromacula är en tvåvingeart som först beskrevs av Alexander 1968.  Ellipteroides lateromacula ingår i släktet Ellipteroides och familjen småharkrankar.
Artens utbredningsområde är Thailand. Inga underarter finns listade i Catalogue of Life.